# Jump (Van Halen sang)
"Jump" er en single af hard rockbandet Van Halen.
Den bliver brugt af det danske fodboldhold Brøndby IF & Olympique de Marseille, når spillerne løber på banen.[kilde mangler]